# UEFA – Év labdarúgója
Az UEFA év labdarúgója a labdarúgásban az a játékos kapta, amely európai labdarúgócsapatban szerepelt és az előző szezon alapján a legjobb teljesítményt nyújtotta. A díjat a Legjobb Védővel, a Legjobb Középpályással, a Legjobb Támadóval és az Év edzőjével együtt osztják ki minden egyes szezon végén egy különleges gálán Monacóban, az UEFA-szuperkupa előtt. A díjat 1997-1998 óta adták oda az első számú európai labdarúgónak. Az alábbi lista díj összes átvevőjét tartalmazza.
A díjat 2011-ben felváltotta az év férfi labdarúgója-díj.
| Év        | Játékos           | Klub              |
| --------- | ----------------- | ----------------- |
| 2009–2010 | Diego Milito      | Internazionale    |
| 2008–2009 | Lionel Messi      | FC Barcelona      |
| 2007–2008 | Cristiano Ronaldo | Manchester United |
| 2006–2007 | Kaká              | AC Milan          |
| 2005–2006 | Ronaldinho        | FC Barcelona      |
| 2004–2005 | Steven Gerrard    | Liverpool FC      |
| 2003–2004 | Deco              | FC Porto          |
| 2002–2003 | Gianluigi Buffon  | Juventus FC       |
| 2001–2002 | Zinédine Zidane   | Real Madrid       |
| 2000–2001 | Stefan Effenberg  | FC Bayern München |
| 1999–2000 | Fernando Redondo  | Real Madrid       |
| 1998–1999 | David Beckham     | Manchester United |
| 1997–1998 | Ronaldo           | Internazionale    |